# 梅迪亚内拉
梅迪亚内拉是巴西巴拉那州的一个市镇。总面积328.733平方公里，总人口41830人，人口密度127.2人/平方公里。